# 센 강의 이름 없는 소녀

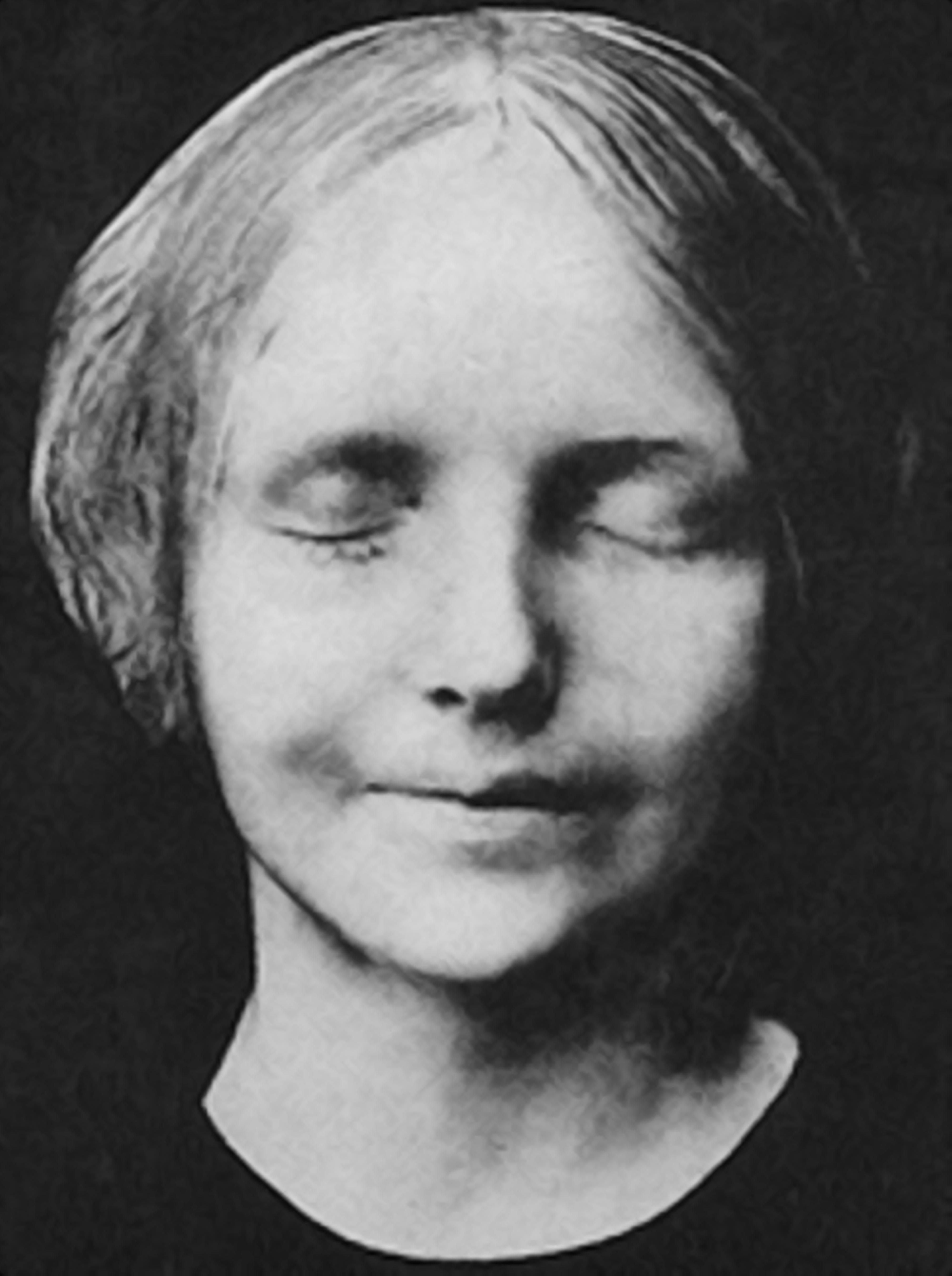
센 강의 이름 없는 소녀

센 강의 이름 없는 소녀(프랑스어: L'Inconnue de la Seine)는 센강에서 익사한 채 발견된 신원 불명의 소녀이다. 1900년 이후 예술가의 집에서 그녀의 데스 마스크를 벽에 장식하는 것이 유행이었다.

## 같이 보기
- 에블린 맥헤일